# Does This Look Infected?
Albums de Sum 41
All Killer, No Filler
(2001) Chuck
(2004)
Singles
1. Still Waiting
Sortie : 2 décembre 2002
2. The Hell Song
Sortie : 10 février 2003
3. Over My Head (Better Off Dead)
Sortie : 23 juin 2003

Does This Look Infected? est le troisième album studio du groupe canadien Sum 41. Il est sorti le 26 novembre 2002.
Cet album présente les prémices d'un nouveau son dans la discographie du groupe, moins pop et plus metal, qui s'accentuera dans le quatrième album studio du groupe, Chuck. L'influence de groupes comme Metallica et Mötley Crüe se fait clairement sentir. Does This Look Infected? contient de plus un DVD supplémentaire du nom de Cross the T's and Gouge Your I's. On y aperçoit leur alter-ego Pain for Pleasure dans une vidéo loufoque inspirée de Spinal Tap.

## Liste des pistes
| Does This Look Infected? | Does This Look Infected?       | Does This Look Infected? | Does This Look Infected? | Does This Look Infected? | Does This Look Infected? | Does This Look Infected? | Does This Look Infected? | Does This Look Infected? | Does This Look Infected? |
| No                       | Titre                          | Auteur                   | Durée                    |                          |                          |                          |                          |                          |                          |
| ------------------------ | ------------------------------ | ------------------------ | ------------------------ | ------------------------ | ------------------------ | ------------------------ | ------------------------ | ------------------------ | ------------------------ |
| 1.                       | The Hell Song                  | Sum 41                   | 3:18                     |                          |                          |                          |                          |                          |                          |
| 2.                       | Over My Head (Better Off Dead) | Sum 41                   | 2:29                     |                          |                          |                          |                          |                          |                          |
| 3.                       | My Direction                   | Sum 41                   | 2:02                     |                          |                          |                          |                          |                          |                          |
| 4.                       | Still Waiting                  | Sum 41                   | 2:38                     |                          |                          |                          |                          |                          |                          |
| 5.                       | A.N.I.C.                       | Sum 41                   | 0:37                     |                          |                          |                          |                          |                          |                          |
| 6.                       | No Brains                      | Sum 41                   | 2:46                     |                          |                          |                          |                          |                          |                          |
| 7.                       | All Messed Up                  | Sum 41                   | 2:44                     |                          |                          |                          |                          |                          |                          |
| 8.                       | Mr. Amsterdam                  | Sum 41                   | 2:56                     |                          |                          |                          |                          |                          |                          |
| 9.                       | Thanks for Nothing             | Sum 41                   | 3:04                     |                          |                          |                          |                          |                          |                          |
| 10.                      | Hyper-Insomnia-Para-Condrioid  | Sum 41                   | 2:32                     |                          |                          |                          |                          |                          |                          |
| 11.                      | Billy Spleen                   | Sum 41                   | 2:32                     |                          |                          |                          |                          |                          |                          |
| 12.                      | Hooch                          | Sum 41                   | 3:28                     |                          |                          |                          |                          |                          |                          |
| 31:14                    |                                |                          |                          |                          |                          |                          |                          |                          |                          |

| 13. | Reign in Pain (Heavy Metal Jamboree) | Sum 41 | 2:55 |
| 14. | WWVII Parts 1 & 2                    | Sum 41 | 5:09 |